# Le Nouvel État industriel
 (juin 2008).
Si vous disposez d'ouvrages ou d'articles de référence ou si vous connaissez des sites web de qualité traitant du thème abordé ici, merci de compléter l'article en donnant les références utiles à sa vérifiabilité et en les liant à la section « Notes et références ».
Le Nouvel État Industriel est un ouvrage rédigé par John Kenneth Galbraith, paru en 1967 aux États-Unis et en 1968 en France. Son ouvrage a pour but de décrire le fonctionnement de l'économie américaine dans le cadre de la croissance d'après-guerre. Son ouvrage offre une grille de lecture de la société industrielle. On peut considérer que le modèle d'analyse de Galbraith est valable pour la période des Trente Glorieuses (1945-1975), mais qu'il perd de sa pertinence à partir des années 1980.
Selon Galbraith, le capitalisme connait deux périodes de fonctionnement : une période dite d'économie de marché, dans laquelle évolue la petite entreprise et durant laquelle les prix sont flexibles ; et une nouvelle période qui émerge par la concentration des entreprises, le développement du salariat, l'augmentation générale du niveau de vie et le changement des modes de consommation. C'est ce nouveau système que Galbraith étudie, le système industriel. L'auteur concentre son analyse sur le système industriel des États-Unis. Dans cet ouvrage l'auteur tend à montrer que le fonctionnement du capitalisme change par la modification de ses structures et en conclut que la loi de l'offre et de la demande est caduque.
Il s'attarde sur le modèle de la grande entreprise en particulier, considérant qu'il existe encore des petites entreprises qui fonctionnent plus ou moins selon cette loi. 
C'est notamment par quatre changements principaux - la technologie, la planification, les nouveaux rapports entre État et système industriel, les rapports de pouvoir - du système industriel que l'économie de marché ne fonctionne plus selon les lois de l'offre et de la demande (si tant est qu'elle l'ait un jour fait).

## La technologie
Les entreprises pour gagner en productivité appliquent une technique toujours plus complexe et toujours plus élaborée dans le processus de production. Cette application systématique de la science et de toutes les « connaissances organisées » (les sciences humaines) à des tâches pratiques nécessite une division du travail de plus en plus poussée. De fait, la technologie génère des changements dans l'organisation de la production.
Il y a tout d'abord une hausse des délais entre le début de la production et l'achèvement du produit. Il faut 8 ans en moyenne à la fin des années 1960 entre le début et la fin d'un projet de conception et de production d'une voiture.
Cette hausse des délais, l'utilisation des « connaissances organisées » et l'augmentation du nombre de machines nécessaires entraîne une augmentation des capitaux nécessaires investis dans la production. Même si les ouvriers de production sont globalement peu qualifiés (période d'application du taylorisme), l'ensemble des salariés des grandes entreprises ont une qualification moyenne qui augmente. Or plus ces salariés sont spécialisés et plus la production industrielle est systématisée et plus un haut degré d'organisation est nécessaire. L'organisation de la production devient elle-même une spécialité dont s'occupent les managers.(voir Technostructure : « tous ceux qui apportent des connaissances spécialisées, du talent ou de l'expérience au groupe de prise de décisions »).
Cette augmentation des délais de production, cette spécialisation plus poussée, cette organisation de la production plus complexe entraînent une nécessité de planifier la production.

## La planification
Dans une économie de marché, la production proposée attend la réaction spontanée de la demande (loi de l'offre et de la demande). Dans le système industriel les délais de fabrication sont beaucoup plus longs et les capitaux investis sont beaucoup plus élevés, l'entreprise ne peut dès lors pas attendre la réaction du consommateur.
La grande entreprise se doit de prévoir une planification rigoureuse de l'ensemble des étapes de production et de distribution. La planification se définit donc comme toutes les actions qui permettent de prévoir les opérations et les actions entre le début et la fin de la production mais aussi comme la prévision de tous les évènements... non prévus et de trouver des solutions. L'objectif essentiel de la grande entreprise est que le procès de production se déroule sans retards ou délais supplémentaires. Elle cherche donc à minimiser les incertitudes au niveau de la production et de la vente (cf. aversion au risque). Pour ce faire, la grande entreprise dispose de moyens spécifiques.
La grande entreprise dispose naturellement de davantage de capitaux, financiers ou humains, que la petite entreprise, ce qui lui permet d'absorber les chocs de croissance plus facilement qu'une petite entreprise.
La grande entreprise pour minimiser les risques répond à l'objectif de polyvalence, elle ne spécialise pas sur un seul marché mais diversifie sa production et ses marchés, elle pratique la concentration conglomérale. Elle se défait au maximum de la contrainte du prix de ses consommations intermédiaires ou investissements par le rachat de ses fournisseurs. C'est le phénomène d'intégration verticale. La grande entreprise se défait aussi de la contrainte de prix de vente de son produit par l'intégration horizontale. La grande entreprise se retrouve en situation de monopole ou d'oligopole et devient alors price maker plutôt que price-taker.
La seule incertitude que l'entreprise ne maîtrise pas pour l'instant est celle de savoir si le consommateur achètera son produit.
Galbraith estime que la grande entreprise exerce un conditionnement de la demande spécifique (la demande liée à l'activité de l'entreprise). Or ce conditionnement est d'autant plus facile que les besoins physiques élémentaires sont satisfaits, c'est alors que la Demande se porte sur des besoins plus "psychiques" (cf. Effet Veblen). La grande entreprise dispose de divers moyens afin de conditionner la demande spécifique. Ce conditionnement passe par la publicité et le rôle des médias de masse (télévision, radio), par la mise en place de stratégies de vente, notamment par des techniques de commercialisation telles que le marketing mix ou le merchandising. Ainsi, en même temps que se développe la grande entreprise, se développent des fonctions tertiaires.
Galbraith expose aussi sa théorie de filière inversée (pour plus de précision voir l'article Galbraith).
Cependant une incertitude demeure, la grande entreprise comme on l'a vu dirige la demande spécifique mais pas le niveau de la demande globale ; en d'autres termes, les consommateurs auront-ils les moyens d'acheter les produits ? Pour s'assurer de cela la grande entreprise entretient des relations avec l'État.

## Les rapports entre la grande entreprise et l'État
L'entreprise est un acteur micro économique et n'a donc par définition accès qu'à une seule partie de la demande, l'État est un acteur macro-économique et peut contrôler indirectement le niveau de la demande globale.
Le rôle de l'État est d'orienter la demande globale, il oriente cette demande grâce à plusieurs instruments notamment par la redistribution des revenus, la politique fiscale, la politique conjoncturelle, par la fixation d'un salaire minimal ou par la signature de conventions collectives. L'État crée les conditions d'une demande solvable.
L'autre rôle de l'État est de répondre aux besoins de plus en plus forts d'éducation et de technologie. L'utilisation de la technologie nécessite davantage de "connaissances organisées" et de main d'œuvre qualifiée. La technologie est le résultat de la recherche; or la recherche fondamentale n'est pas rentable car très coûteuse et non brevetable, c'est donc l'État qui se charge de la financer pour permettre à la grande entreprise de financer la recherche appliquée et les innovations. L'État se met à fabriquer des "compétences intellectuelles", ce qui, dans le système industriel, est un "facteur de production plus décisif que le capital". L'éducation est la nouvelle ligne de partage des classes sociales dans le système industriel. De nouveaux rapports de pouvoirs s'instituent alors.

## Les rapports de pouvoir
Jusqu'au XVIIIe siècle, le pouvoir est lié à la Terre (la production étant majoritairement agricole). Mais les différentes découvertes de Terres neuves font diminuer le pouvoir lié à la détention de la Terre et le progrès technique de la révolution industrielle permet des investissements rentables dans le capital (entendu ici comme facteur de production). Il y a alors une hausse du pouvoir liée à la détention de capital. Ce passage de la Terre au Capital est dû au fait que "d'une manière générale le pouvoir s'associe au facteur le plus difficile à obtenir ou la plus difficile à remplacer". Depuis 1945, il y a eu un nouveau changement dans le facteur lié au pouvoir, ce n'est plus la Terre, ni le capital (du fait du crédit bancaire qui permet de "créer" du capital; la grande entreprise n'attend plus son capital des épargnants: "l'individu ne sert pas le système industriel en lui apportant son capital mais en consommant ses produits") mais l'"intelligence organisée".
De fait, c'est la technostructure qui détient le pouvoir car dans la grande entreprise, les décisions ne peuvent être prises que par un groupe d'individus car le groupe l'emporte sur l'individu : se pose alors le problème de motivation pour que l'individu travaille dans l'entreprise. Galbraith y distingue 4 types de motivations: par contrainte, pécuniaire, par identification ou par volonté d'adaptation. Il y a "divorce" entre la détention  du pouvoir juridique (détenu par les actionnaires) et l'exercice réel du pouvoir (par les managers).
L'ensemble de la technostructure a pour objectif la croissance de l'entreprise. En effet la croissance de l'entreprise permet de verser des dividendes "suffisants" aux actionnaires et les tenir éloignés des décisions à prendre. L'augmentation de la taille de l'entreprise permet de faire croître la technostructure et permet aux managers d'obtenir des promotions (en termes de rémunération et de carrières) qui permettent une  mobilité ascendante. Il y alors "unanimité sociale" autour de la croissance. Si les managers recherchent la croissance de l'entreprise (par l'augmentation du chiffre d'affaires) mais pas le profit maximum c'est parce que le profit maximum amène des incertitudes qui pourraient empêcher de réaliser la planification mise en œuvre et remettre en cause l'autonomie des managers.
Les entreprises sont des agents « faiseurs de prix » (qui fixent les prix non pas pour maximiser le profit mais pour minimiser les incertitudes) et ce sont les managers qui décident des augmentations de salaire et non les détenteurs de capitaux. Or, si les managers refusent les hausses de salaires ils s'exposent à un risque de grève et donc de perturbation de la planification; augmenter les salaires permet de favoriser l'adhésion des salariés aux objectifs du groupe (motivation pécuniaire)et ce ne sont pas les managers mais les détenteurs de capitaux qui supportent cette hausse des salaires. Les hausses de salaires sont donc plus facilement accordées dans le système industriel.
La place des syndicats est elle aussi modifiée. En économie de marché le syndicat est syndicat de "combat", un individu seul ne peut rien, ce n'est que collectivement que les salariés peuvent faire pression sur les patrons pour obtenir des hausses de salaire. Dans le système industriel, les hausses de salaire étant accordées plus facilement, les grandes forces collectives se trouvent être moins utiles. De plus la technostructure cherche à augmenter la production par l'utilisation de plus de technologie ce qui nécessite une plus grande qualification des travailleurs. Ceci entraîne une augmentation de la part des cols blancs et une diminution de la part des cols bleus qui sont généralement plus syndiqués. Les syndicats se retrouvent donc affaiblis dans leur fonction traditionnelle de lutte; ils acquièrent cependant d'autres fonctions telles que la gestion des négociations paritaires (réunions entre syndicats de patrons et syndicats de salariés), la gestion des organismes de protection sociale.
Il en résulte une nouvelle ligne de partage dans la société qui n'est plus délimité par la détention de capital mais par le niveau d'éducation, sanctionné par un diplôme.

## Conclusion, précision et objections
Galbraith en conclut que les conditions de l'économie de marché n'existent plus et donc que le libéralisme n'est en fait qu'un leurre.
L'ouvrage a été réédité 3 fois, l'auteur a ainsi apporté des modifications et des précisions au fil du temps, en fonction des critiques qui lui ont été faites.
Milton Friedman objectera aux théories de Galbraith que les entreprises qui cherchent à minimiser les incertitudes sont vouées à être dépassées (et donc à disparaître) par les entreprises qui cherchent à maximiser leur profit, ainsi le système reviendrait à la normale.